# Szépség Háza
A Szépség Háza egy 1975-ben készült magyar tévéfilm.

## Szereplők
- Gobbi Hilda – Tilda
- Szacsvay László – Cseh Viktor, fodrászmester
- Bánsági Ildikó – Vica, Viktor modellje
- Nagy Attila – Soltész Nándor, a zsűri elnöke
- Márkus László – Ősze kartárs, a főhatóság képviseletében
- György László – zsűritag
- Inke László – zsűritag
- Halász László – zsűritag
- Tóth Judit – Nagyné, zsűritag
- Kalocsay Miklós – Carlo, fodrászmester
- Saárossy Kinga – Carlo modellje
- Máriáss József – Szabó kartárs
- Buss Gyula
- Konrád Antal
- Benedek Miklós – a szálloda vezetője
- Lelkes Dalma
- Pádua Ildikó
- Mezey Lajos

## Stáb
- Dramaturg: Lehel Judit
- Díszlettervező: Wegenast Róbert
- Jelmeztervező: Tóth Barna
- Zenei szerkesztő: Holecska Katalin
- Maszk: Aszódi Mihály
- Fodrász: Aradi László és Szabó Imre
- Berendező: Matheidesz Lórántné
- Hangmérnök: Tóbel Béla
- Kameraman: Stenszky Gyula
- Vágó: Kocsis Zsuzsa
- Felvételvezető: Somogyi Zs. Zsolt és Kuntner György
- Fővilágosító: Dancsók Zoltán
- Rendező munkatársa: Finta Zoltán
- Operatőr: Mestyán Tibor
- Gyártásvezető: Ivanov Péter
- Rendező: Félix László